# 森巴 (漫画)
《森巴》是香港漫画家姜智杰画的漫画，原案正文社创作组。运用变形、夸张的方法，构成幽默诙谐的画面，讲述森巴和刚仔一家的生活故事。